# William Russell Smith
William Russell Smith, född 27 mars 1815 i Logan County, Kentucky, död 26 februari 1896 i Washington, D.C., var en amerikansk militär och politiker (demokrat). Han var ledamot av USA:s representanthus 1851–1857. Smith tjänstgjorde som överste i sydstatsarmén i amerikanska inbördeskriget trots att han hade röstat emot Alabamas utträde ur USA på konstitutionskonventet 1861.
År 1851 efterträdde Smith Samuel Williams Inge som ledamot av USA:s representanthus och efterträddes 1857 av Sydenham Moore.